# Перший з'їзд махновського району
Перший з'їзд махновського району — з'їзд представників від селянських, робочих, повстанських організацій Вільної території який відбувся 23 січня 1919 року в селі Велика Михайлівка.

## Історія
1 січня 1919 року на зборах командирів повстанських загонів Білаш запропонував Махнові скликати повстанський або селянський з'їзд для об'єднання і організації повстанських загонів, і для організації виконавчого органу влади ради Вільної території. Цю ідею схвалили всі присутні. Тут же Білашу доручили скликати з'їзд делегатів від повстанських загонів які перебували на фронтах, а Головку доручили скликати з'їзд делегатів від робітників, селян і фронтовиків.
23 січня 1919 року в селі Велика Михайлівка за вказівкою Штабу Революційної повстанської армії України (махновців) відбувся з'їзд Вільної території, організатором якого був К. Головко. На з'їзд прибуло 100 делегатів по одному від волостей Вільної території по одному від повстанських загонів. Головою з'їзду був обраний К. Головко до президії обрали максималістів К. Ганжу і І. Нот товаришами голови, І. Козленко, і лівого есера Лаврова секретарями. Махно не був присутній на з'їзді, оскільки тоді перебував на фронті.
На з'їзді обговорювалися такі питання:
- зміцнення фронту
- встановлення єдиної назви народним організаціям
- клопотання перед Директорією Української Народної Республіки про повернення додому мобілізованих[1]

Водночас Аршинов у своїй книзі «Історія махновського руху» пише, що основною темою для обговорення делегатів була «небезпека петлюрівщини і денікінщини».
З'їзд ухвалив рішення про мобілізацію в повстанські полки всіх учасників Першої світової війни. З'їзд прийняв резолюцію на підтримку махновського руху і постановив створити на території Вільної території «вільні ради» і підтримувати владу трудящих силою зброї. За допомогою «вільних рад» делегати думали «знищити те зло, із-за якого вже так довго відбувається ця братовбивча війна, — владу». Всі війська, які воювали на території України вони закликали об'єднатися під гаслом «Всі на дорогу революції і за владу трудового народу!».
Також з'їзд поставив своїм завданням повернути солдатів, які були мобілізовані з Вільної території в Армію УНР і Добровольчу армію. Для втілення цих рішень в життя з'їзд обрав делегації в Український генеральний військовий штаб, в Штаб Революційної повстанської армії України, і в Харків до радянського керівництва з проханням про допомогу зброєю і грошима повстанцям.
По поверненню зі штабів армій делегати повинні були взяти на себе ініціативу щодо скликання II—го з'їзду Вільної території.

## Реакція

### Штаб Революційної повстанської армії України
Штаб Революційної повстанської армії України вкрай негативно відреагував на пропозицію повернути з Армії УНР уродженців Вільної території, оскільки до них немає довіри, а з приводу мобілізації фронтовиків заявили: «немає довіри до тих, які вдома сидять вони зрадники. Раз продали Петлюрі і німцям Гуляйполе, Бердянськ, Маріуполь…».
З приводу відправлення делегації до Харкова представники Штабу РПАУ заявили, що до представника радянського уряду Дибенка для укладання союзного договору давно виїхав Чубенко.